# Frans Holst
Pour les articles homonymes, voir Holst.
Frans Holst, né le 5 mai 1876 à Molenbeek-Saint-Jean et mort à Etterbeek le 16 août 1935, est un peintre, dessinateur, aquarelliste et pastelliste belge.
Son champ pictural couvre essentiellement les paysages et les vues urbaines.

## Biographie

### Famille
Frans (François) Holst, né le 5 mai 1876 rue du Cheval noir no 7 à Molenbeek-Saint-Jean, est le fils de Jean-François Holst, né à Bruxelles le 2 mai 1847, ouvrier cordonnier, puis ouvrier lithographe, et de Mathilde Hoebeke, née à Grammont le 13 mars 1853 et morte à l'hôpital Saint-Jean à Bruxelles le 14 novembre 1896, couturière, mariés à Bruxelles le 23 novembre 1874.
Frans Holst épouse à Etterbeek le 21 mars 1903 Catherine Defeyter, ouvrière tailleuse, née à Etterbeek le 21 août 1876. Ils sont parents d'une fille : Mariette Holst.

### Formation
Étudiant à l'Académie royale de Bruxelles, Frans Holst est désigné comme dessinateur en 1900. Il réside successivement à Molenbeek-Saint-Jean, à Bruxelles (1881), puis à Etterbeek (1903). Il expose ses premières œuvres au Salon de Bruxelles de 1907.

### Carrière
Frans Holst est membre du Cercle artistique de Laeken et expose dans de multiples salonnets à Bruxelles et dans les communes avoisinantes. 
Durant la Première Guerre mondiale, Frans Holst s'engage en qualité de combattant et reçoit la médaille de la Victoire 1914-1918. Au cours de cette période, il travaille également aux Pays-Bas et expose de nouveau des œuvres à partir de 1916.
Le 16 août 1935, Frans Holst meurt à l'âge de 59 ans, rue de la Centenaire no 66 à Etterbeek.

## Œuvre

### Caractéristiques
Son champ pictural couvre essentiellement les paysages et plus rarement les portraits. Il s'exprime également par l'aquarelle, le pastel et le dessin au fusain. Ses vues de vieilles villes telles Malines, Bruges ou Grimbergen sont austères, sobres et de grand caractère. Il parvient à imprimer une émotion délicate dans ses toiles. 

En janvier 1928, lors de l'exposition personnelle de ses œuvres à Bruxelles, la critique de La Libre Belgique écrit : 

« Frans Holst établit son architecture au fusain, la lave à la peau de chamois, puis, pour le rehausser , y passe un lavis généreux avec de fortes accentuations, par-dessus, au pastel. Sa peinture est à la fois amadouée et solide, d'aspect flatteur, séduisant l'œil et qui émeut la sensibilité, malgré certaines négligences de perspectives, à cause surtout de sa matière veloutée et de son coloris savamment fondu. Il exprime ainsi nos ruelles, nos quartiers anciens, des portiques vétustes, tout le vieux Bruxelles, ou d'autres vieilles villes flamandes ou brabançonnes et encore de certains coins de banlieue un peu oubliés aujourd'hui par les artistes, encore que pittoresques et très curieux. »

Son Vieux logis à Bruxelles est acquis en janvier 1935 par la Société française des beaux-arts.
Signe : Frans Holst 

### Expositions
- Salon de Bruxelles de 1907 : Canal[3].
- Exposition de la jeune garde socialiste à la Maison du Peuple de Molenbeek-Saint-Jean en septembre 1912[8].
- Exposition du cercle d'art La Guirlande à Molenbeek-Saint-Jean en septembre 1913 : En vieille ville (dessin)[9].
- Salon de Bruxelles de 1914 : Vieilles maisons sur la Dyle et Intérieur (cour Saint-Roch)[10].
- Exposition de peintures dans l'atelier du sculpteur Mathieu Desmaré à Laeken en 1916[11].
- Exposition des peintres belges à Rotterdam en 1917[12].
- Exposition d'art à Etterbeek en 1920[13].
- Salon de Printemps à Bruxelles en 1921 : Vue d'impasse[14].
- Exposition de la Société des artistes combattants belges (3e) salon de 1923 : vues de Bruges[15].
- Exposition Ombre et lumière à Bruxelles en 1924 : représentation de vieilles villes, dont des vues de Malines[5].
- Exposition du Cercle d'art à Laeken de 1926 : Vieux se chauffant près d'un poêle et Portrait de Gustave Latinis[16].
- Exposition du groupe Vouloir au Cercle artistique de Bruxelles de 1927 : moulins et coins de ville[17].
- Exposition personnelle Frans Holst, rue du Pépin à Bruxelles en 1928 : Chapelle rue du Chien marin, Impasse du Sureau, Ciel nuageux à Woluwe-Saint-Pierre, Vieille porte de ferme à Tervueren , Vieux moulin à Itterbeek, …[18],[6].
- Salon de la Société française des beaux-arts à Bruxelles en 1929 : Impression de la Hoëgne[19].
- Exposition Frans Holst et Frenkel au Palais des Beaux-Arts de Bruxelles en 1930 : Ombres et lumières et Éclaircie[20].
- Salon des artistes anciens combattants à Saint-Gilles en 1931 : Hiver en Brabant[21].
- Exposition de l'Art au littoral à Saint-Idesbald en 1933 : des paysages[22].
- Salon (Xe) de la Société française des beaux-arts à Bruxelles en 1934 : Pont gothique[23].

## Distinctions
- Chevalier de l'ordre de Léopold II[4].
- Médaille de la Victoire 1914-1918[4].